# She Will Be Loved
She Will Be Loved este un cântec scris de formația pop-rock Maroon 5. Reprezintă a patra piesă de pe albumul de debut al formației, Songs about Jane (2002). A fost lansată ca al treilea extras pe single de pe acest album.

## Compunerea piesei
Piesa este compusă de cântărețul și chitaristul Adam Levine și de James Valentine (chitară).
În câteva versiuni, precum cea lansată în Marea Britanie, unde se vorbește în versuri de vârsta atribuită fetei, este înlocuită cu „seventeen” (șaptesprezece) cea originală, „eighteen” (optsprezece).

## Videoclip
Tema centrală a clipului este dragostea unui băiat (rol jucat de Adam) pentru mama iubitei lui. Spre sfârșitul videoclipului, toți cei trei protagoniști sunt puși față în față, lăsând un final deschis pentru privitori.
Videoclipul este realizat de către regizoarea Sophie Muller. Este de remarcat apariția în videoclipul piesei a celebrei actrițe Kelly Preston.

## Extras pe single. Vânzări și clasamente
Lansată în 2004, piesa parcurge ușor pozițiile inferioare din clasamente și se instalează pe primul loc în Australia, unde se situează timp de cinci săptămâni neconsecutive. Poziții privilegiate în clasamente ocupă și în Marea Britanie, Brazilia și Finlanda. Pentru vânzările ridicate, discul single a fost recompensat cu două discuri de platină, acordate de Recording Industry Association of America.